# Maïa (République de Sakha)
Maïa est une localité de la République de Sakha en Russie.

## Histoire
La commune est située à 34 kilomètres de Nizhny Bestyakh, le centre administratif du district. Sa population était de 7 023 enregistrées en 2002 et de 7 288 en 2010. La commune est habitée principalement par des Iakoutes, elle a été fondée en 1902,. 

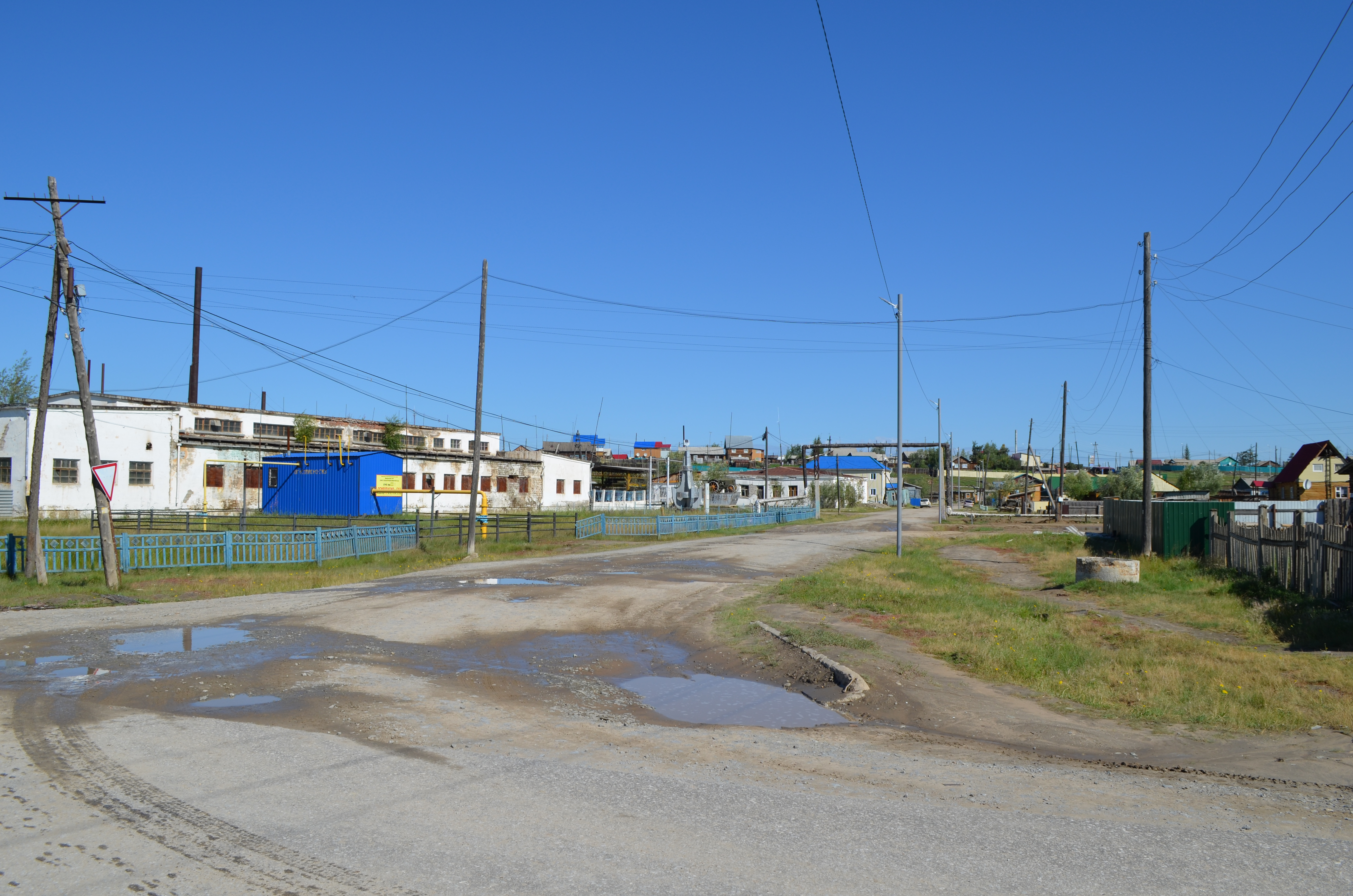
Le 3 août 2016
Le 3 août 2016
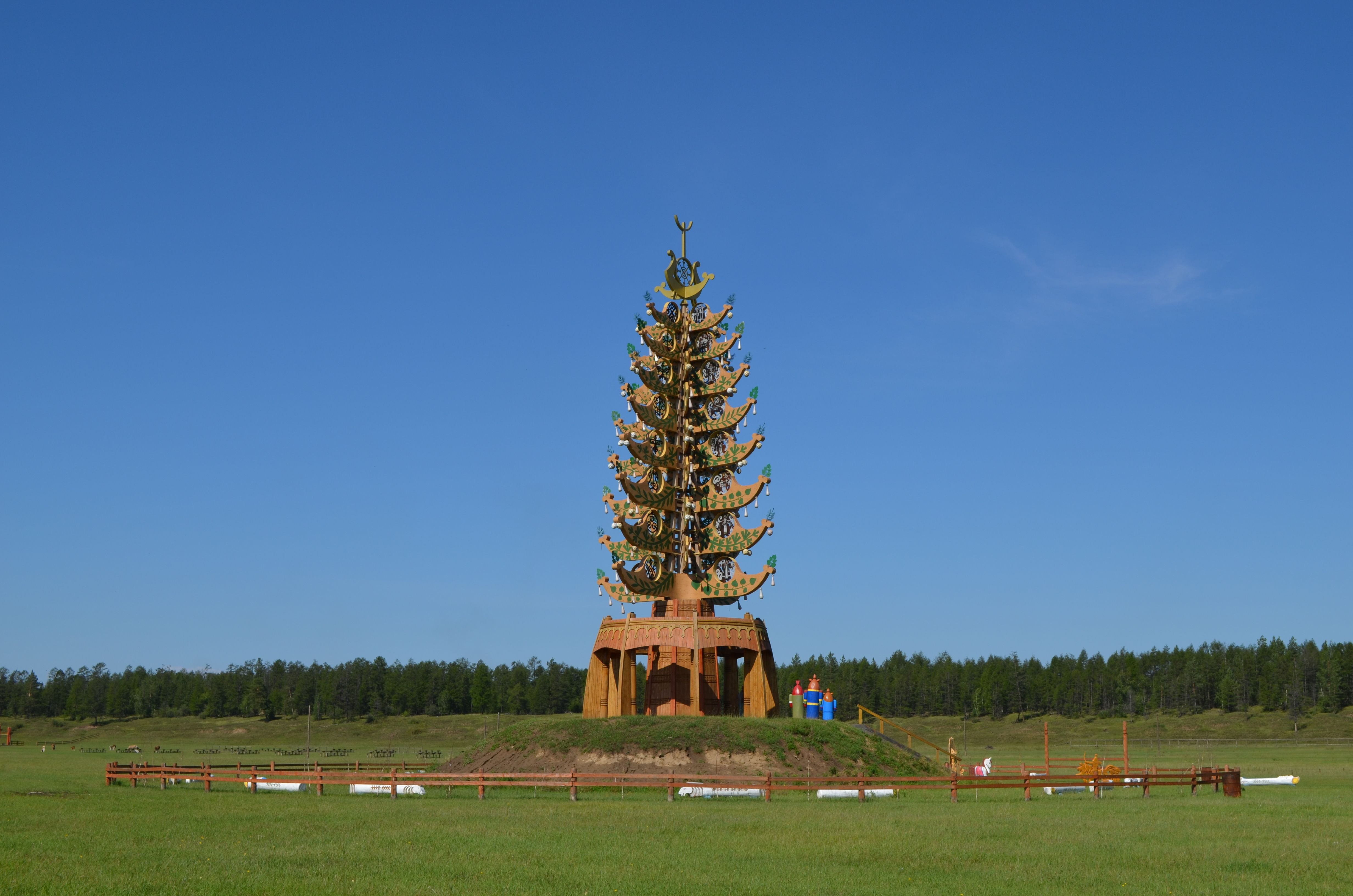
Le 3 août 2016